# 国鉄T51形コンテナ
国鉄T51形コンテナ（こくてつT51がたコンテナ）は、日本国有鉄道（国鉄）が1968年（昭和43年）度に製造した、鉄道輸送用一種規格（11 ft）タンクコンテナである。

## 概要
1967年（昭和43年）度に鉱物油専用非クレーン取り扱いタンクコンテナとして東急車輛製造にて4個が製作された（第一グループ）。その後1970年（昭和45年）度に5個が同社にて製作された（第二グループ）。第一グループと第二グループとでは設計時の専用種別が異なり第一グループはオルソジクロルベンゼン、第二グループはクロロホルムであった。1形式に2種類の専用種別が混在するのは当時形式数を増やさない方針であった為である。
楕円円筒形のタンク体は、厚さ3 mmのステンレス鋼製で無塗装であった。寸法関係は全長3,240 mm、全幅2,300 mm、全高1,900 mm、荷重5 t、自重1.3 t、容積は第一グループが3.7 m3、第二グループが3.39 m3である。
1985年（昭和60年）度に最後まで使用された2個が廃止され形式消滅した。